# Aleksander Stabrowski
Aleksander Stabrowski syn Gabriela, Lubicz, (ur. 1839, zm. 21 lipca 1863?) – z ziemiańskiej rodziny, wychowanek kadetów w Brześciu, podporucznik Lejb-Gwardyjskiego Pawłowskiego Pułku Jego Wysokości w Petersburgu, od kwietnia  1863 r. organizator i dowódca w powstaniu styczniowym,  w powiecie trockim, a potem w augustowskim. Według jednych źródeł ranny  21 lipca 1863 r., zbiegł za granicę i w początkach 1864 r. usiłował wrócić do powstania, lecz na granicy pruskiej, został pochwycony. Według innych źródeł poległ 21 lipca 1863 r.